# Dave Padden
David James Padden (né le 13 février 1976), est un ex-membre du groupe de thrash metal canadien Annihilator dont il était chanteur. Il était aussi le guitariste rythmique en tournée (en studio, tous les enregistrements de guitares sont effectués par le leader du groupe Jeff Waters). Dave Padden était dans le groupe de 2003 à 2014 et est présent sur pas moins de 5 albums.
Padden utilise des Explorer faites par Ran Guitars pour les concerts d'Annihilator et pour les enregistrements.
En 2006, Padden cofonde Silent Strain, un groupe de thrash dans lequel il chante.
Il a aussi rejoint le groupe de metal canadien Terror Syndrome en 2008 au poste de chanteur.

## Discographie

### Avec Annihilator
- 2004 - All for You
- 2005 - Schizo Deluxe
- 2007 - Metal
- 2010 - Annihilator
- 2013 - Feast